# Giulio Cesare Carcano
Pour les articles homonymes, voir Carcano.
Giulio Cesare Carcano (Milan, 20 novembre 1910 – Mandello del Lario, 14 septembre 2005) est l'ingénieur qui a mis au point le V8 de la Moto Guzzi Ottocilindri et le moteur bicylindre en V à 90° de la Moto Guzzi V7. 

## Biographie
Il entre chez Moto Guzzi en 1936. Jusqu'en 1965, il participe à la conception de plusieurs modèles militaire, de route ou de compétition qui ont fait les nombreux succès de la marque jusqu’en 1957 : le triporteur militaire 3 × 3 Trialce, aux aptitudes élevées en tout-terrain ; la Falcone, monocylindre horizontal ; la V7 Sport bicylindre en V et la Ottocilindri, surpuissante mais caractérielle.
En plus de ses travaux d'ingénieur chez Moto Guzzi, où il est un créateur inventif et prolifique, Carcano est un passionné de nautisme sous toutes ses formes.
L'usine Moto Guzzi, installée au bord du lac de Côme, possède un actif club « corpo » d'aviron, les Canottieri Moto Guzzi. Pour propulser le skiff de type quatre sans barreur, Carcano imagine une disposition innovante. Au lieu d'alterner les avirons tribord et bâbord de façon classique, il imagine de faire ramer les deux hommes du centre d'un bord tandis que les rameurs de proue et de poupe rament de l'autre, disposition qui s'avéra très efficace et permet à l'équipe Guzzi de décrocher une médaille d'or aux Jeux olympiques d'été de 1948.
L'usine Moto Guzzi étant équipée d'une soufflerie aérodynamique (Galleria dell vento), Carcano l'utilise pour peaufiner le carénage du bobsleigh à quatre de l'équipe d'Italie, qui décroche la médaille d'or des JO d'hiver de Cortina d'Ampezzo.
Après son départ de Moto Guzzi, il tâte de l'architecture navale, adaptant aux gros voiliers de course au large les formes larges et planantes des dériveurs légers, mais ses créations très novatrices, les yachts Vihuela et Villanella, assez semblables au Pen Duick V de Tabarly, sont pénalisées par un poids trop important, faute de pouvoir employer les matériaux composites modernes (Kevlar, fibre de carbone…). Il remporte la troisième place du championnat du monde des 5.5 Metre (une ancienne série olympique de quillards assez semblables en plus petit aux anciens 12 Metre de la Coupe de l'America) à la barre d'un bateau qu'il a lui-même dessiné et construit, le Volpina. Un autre dessin de Carcano, construit en 1971, le Vanilla, préfigure de façon étonnante avec quinze ans d'avance les voiliers du Vendée Globe[réf. nécessaire] (fin des années 1980) et de la jauge Class America : formes planantes, coque large, quille en lame de couteau avec un bulbe profilé, safran profond.